# フェルナンド・デ・ラ・モラ

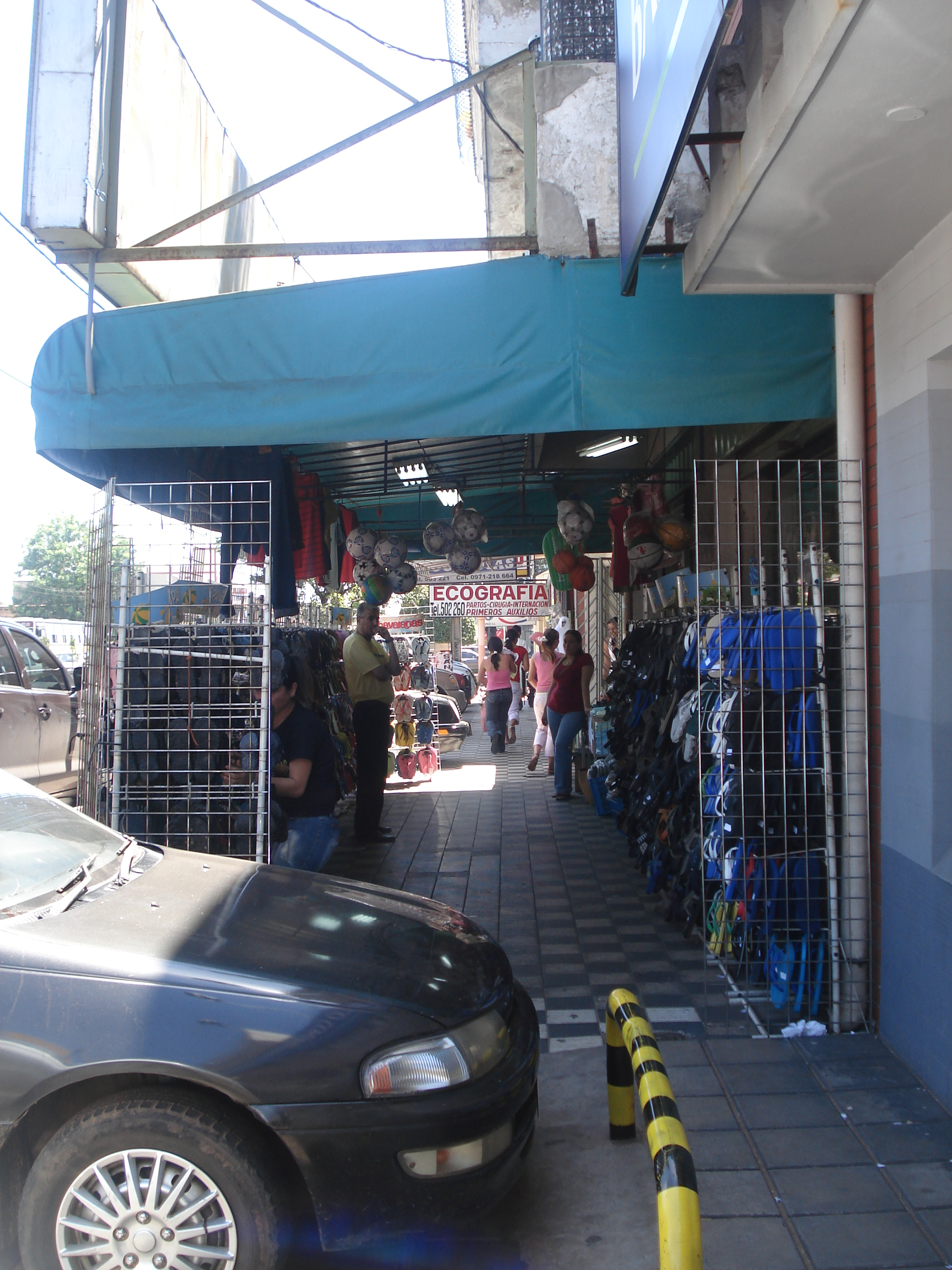
商業地区

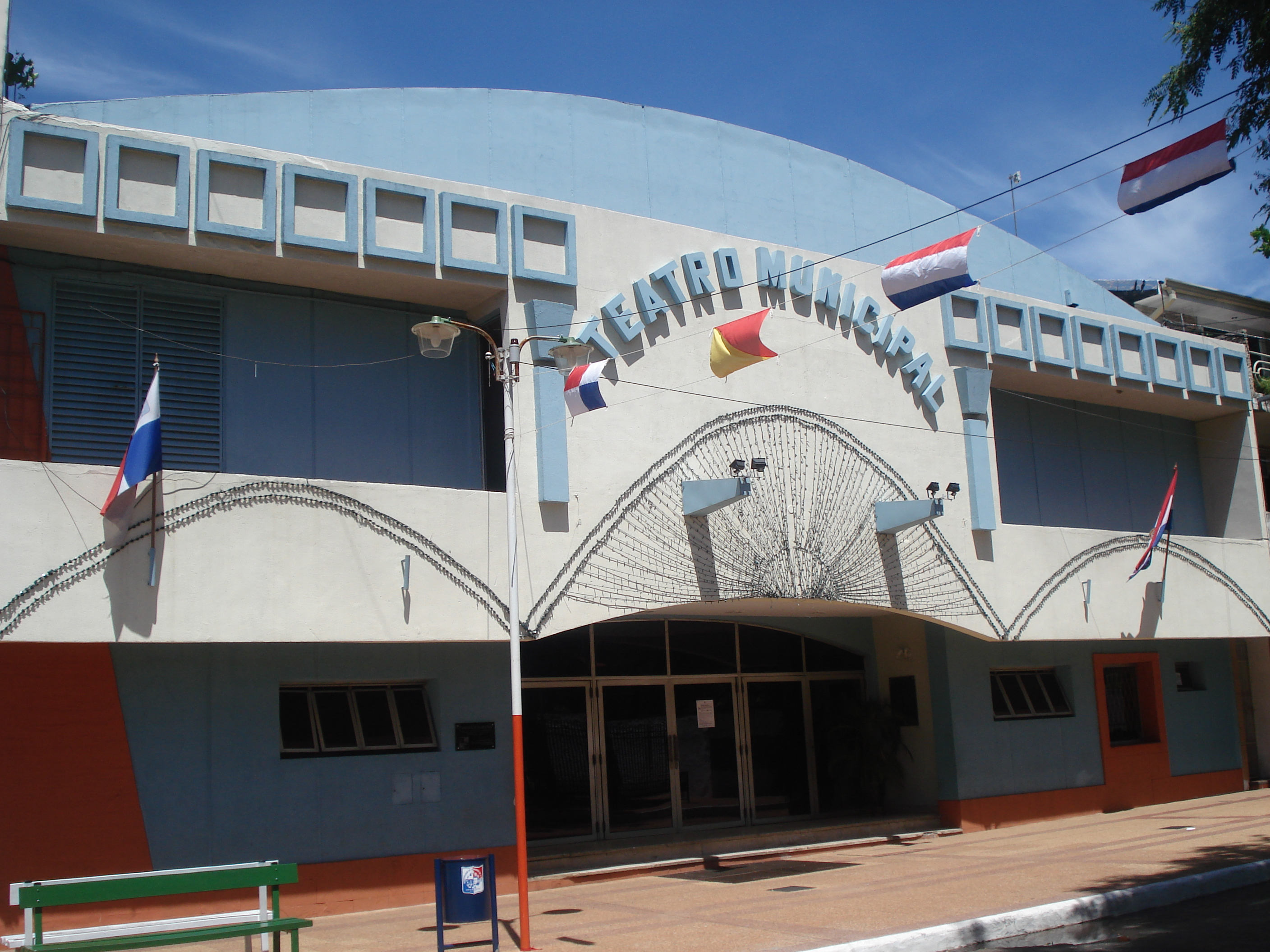
市民劇場

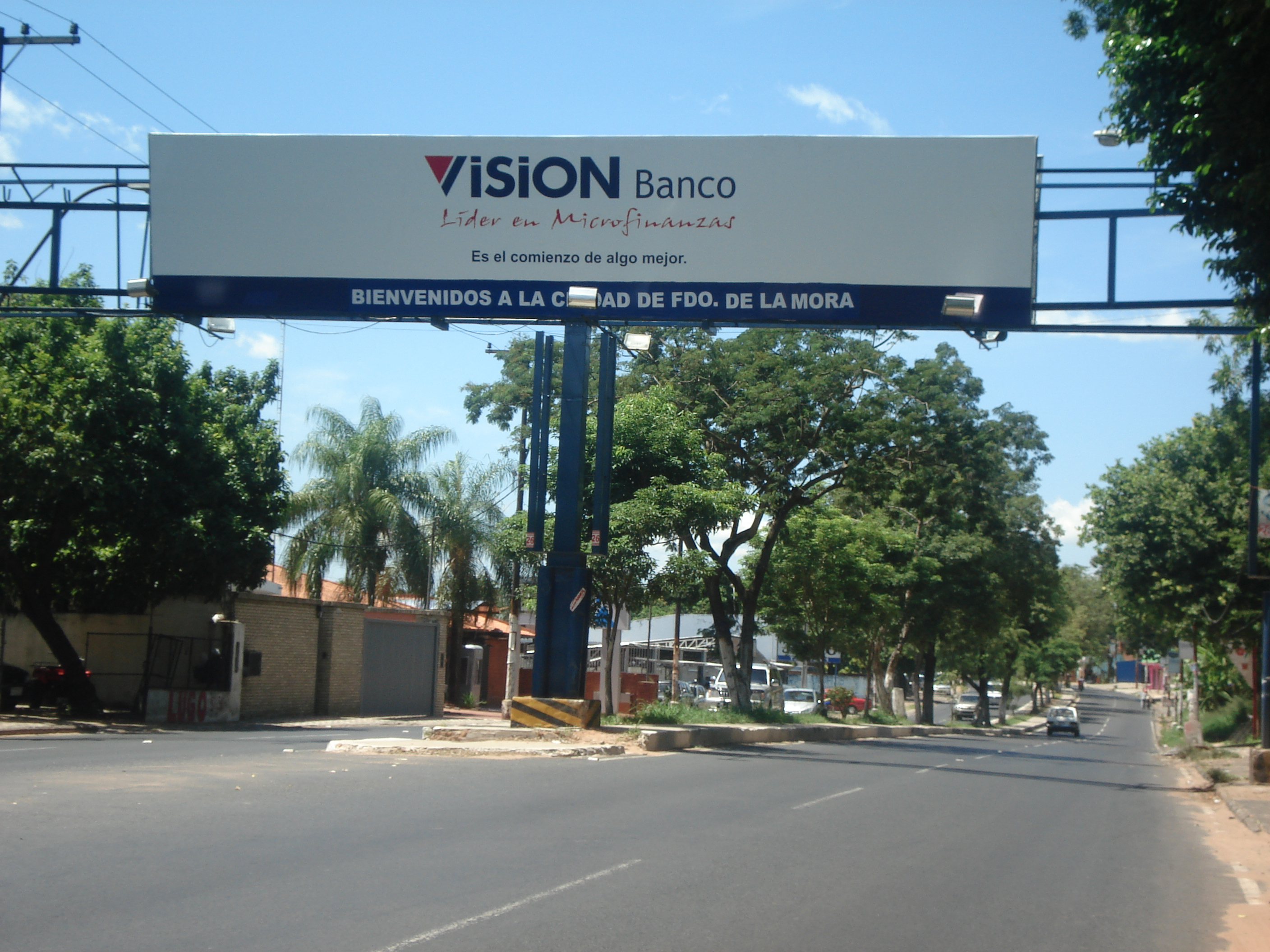
歓迎標識

フェルナンド・デ・ラ・モラ（スペイン語: Fernando de la Mora、スペイン語発音: [feɾˈnando ðe la ˈmoɾa]）は、パラグアイの中央県の都市。
2016年の人口は16万7000人で、国内7位。
独立の父の一人フェルナンド・デ・ラ・モラに因む。
都市化率は100%で、男性は47.7%しかいない。

## 人口
- 1982年7月11日：6万6597人
- 1992年8月26日：9万5072人
- 2002年8月28日：11万3560人
- 2005年7月1日：12万9248人
- 2016年7月1日：16万7000人

## 気候
最高気温記録は40℃で、最低気温記録は0℃、年間平均気温は22℃。

## 歴史
かつてはサン・ロレンツォの一部で、サバラ・クエ（スペイン語: Zavala Cué）と呼ばれていた。住民の殆どが近郊農家で、野菜や果物、家畜を育て、首都アスンシオンに出荷していた。人口の増加に伴い、サン・ロレンツォはサバラ・クエの住民の要望を満たせなくなっていった。
1939年2月28日、サン・ロレンツォから独立した。
1950年、中央県の独立市になった。

## 姉妹都市
- ブラジル連邦共和国、南部地域、南大河州、サンタ・マリア（英語版）
- アメリカ合衆国、ペンシルベニア州、ピッツバーグ

## 参考資料
- Geografía del Paraguay - Editorial Hispana Paraguay S.R.L.- 1a. Edición 1999 - Asunción Paraguay
- Geografía Ilustrada del Paraguay - ISBN 99925-68-04-6 - Distribuidora Arami S.R.L.